# Ruckland
Ruckland – wieś w Anglii, w Lincolnshire, w dystrykcie East Lindsey, w civil parish Maidenwell. Leży 36.7 km od Lincoln i 196.9 km od Londynu. W 1931 roku civil parish liczyła 21 mieszkańców. Ruckland jest wspomniana w Domesday Book (1086) jako Rocheland.